# Veris Kiszyniów
Veris Kiszyniów (rum. FC Veris Chișinău) – mołdawski klub piłkarski, mający siedzibę w stolicy kraju Kiszyniów.

## Historia
Chronologia nazw:
- 2011—2012: Veris Drăgănești
- 2012—...: Veris Kiszyniów

Klub Veris Drăgănești został założony we wsi Drăgănești rejonu Sîngerei na północy kraju 26 maja 2011 roku. Głównym sponsorem klubu jest operator telefonii komórkowej Moldcell. W sezonie 2011/12 debiutował w grupie północnej trzeciej ligi, w której zajął 1. miejsce i awansował do drugiej ligi. Przed rozpoczęciem sezonu 2012/13 przeniósł się do stolicy miasta Kiszyniów i zmienił nazwę na Veris Kiszyniów. Zespół ponownie uplasował się na 1. miejscu i po raz pierwszy awansował do pierwszej ligi. W 2013 debiutował w najwyższej lidze i zdobył brązowe medale, jednak w grudniu 2014 klub zrezygnował z dalszych występów. Rozpoczynając od sezonu 2015/16 klub otrzymał zakaz gry na 3 lata w dowolnej lidze mistrzostw Mołdawii.

## Sukcesy

### Trofea międzynarodowe
Nie uczestniczył w rozgrywkach europejskich (stan na 31-05-2013).

### Trofea krajowe
| \| \| Zdobyte trofea w rozgrywkach Mołdawii (stan na: 31-05-2013) \| |                                                             |      |          |
| Rozgrywki                                                            | Osiągnięcie                                                 | Razy | Sezon(y) |
| Mistrzostwo                                                          | I miejsce                                                   | 0    |          |
| Mistrzostwo                                                          | II miejsce                                                  | 0    |          |
| Mistrzostwo                                                          | III miejsce                                                 | 1    | 2014     |
| Puchar                                                               | zdobywca                                                    | 0    |          |
| Puchar                                                               | finalista                                                   | 1    | 2013     |
| II liga                                                              | I miejsce                                                   | 1    | 2013     |
| II liga                                                              | II miejsce                                                  | 0    |          |
| II liga                                                              | III miejsce                                                 | 0    |          |
| Mołdawia                                                             | Zdobyte trofea w rozgrywkach Mołdawii (stan na: 31-05-2013) |      |          |

## Stadion
Klub rozgrywa swoje mecze domowe na stadionie Complexul Sportiv Raional w mieście Orgiejów w odległości 50 km na północ od stolicy Kiszyniów, który może pomieścić 3023 widzów. Do 2012 grał na stadionie CPSM w mieście Vadul lui Vodă w odległości 130 km od Drăgăneşti, który może pomieścić 1000 widzów.

## Trenerzy
...
- 1.07.2011–4.05.2012:  Igor Ursachi
- 12.01.2013–28.10.2013:  Dănuț Oprea
- 30.10.2013–9.03.2014:  Igor Dobrowolski
- 10.03.2014–12.2014:  Lilian Popescu

## Europejskie puchary
Legenda do wszystkich tabel:
- Q – runda eliminacyjna, 1/16, 1/8, 1/4, 1/2 – odpowiednia faza rozgrywek, Grupa – runda grupowa, 1r gr – pierwsza runda grupowa, 2r gr – druga runda grupowa, F – finał, R – runda, PO – play-off
- k. – rzuty karne, los. – losowanie, Dogr. – dogrywka, w. – zasada bramek strzelonych na wyjeździe

| Sezon   | Rozgrywki   | Runda | Klub         | Dom | Wyjazd | Ogólnie |
| ------- | ----------- | ----- | ------------ | --- | ------ | ------- |
| 2014/15 | Liga Europy | 1Q    | Litex Łowecz | 0–0 | 0–3    | 0–3     |